# 기원전 27년

## 연호
- 전한(前漢) 하평(河平) 2년

## 기년
- 전한(前漢) 성제(成帝) 6년
- 신라(新羅) 혁거세 거서간(赫居世居西干) 31년
- 고구려(高句麗) 동명성왕(東明聖王) 11년

## 사건
- 아우구스투스가 로마 제국의 초대 황제가 되다.

## 탄생
- 전한의 13대 황제 애제.

## 사망
- 고대 로마의 문학가 마르쿠스 테렌티우스 바로.